# Чувашское Шапкино
Чувашское Шапкино (чув. Чăваш Шапкел)— село в Алькеевском районе Татарстана. Входит в состав Староматакского сельского поселения.

## География
Находится в южной части Татарстана на расстоянии приблизительно 10 км по прямой на юго-запад от районного центра села Базарные Матаки у речки Шапкинка.

## История
Основано в начале XVIII веке.

## Население
Постоянных жителей было: в 1782 — 122 души мужского пола, в 1859 — 553, в 1897 — 927, в 1908 — 1133, в 1920 — 1084, в 1926 — 679, в 1938 — 484, в 1949 — 403, в 1958 — 269, в 1970 — 253, в 1979 — 178, в 1989 — 166, в 2002 — 132 (чуваши 59 %, русские 33 %), 119 — в 2010.